# Maître de San Torpè
Le Maître de San Torpè  (en italien, Maestro di San Torpè) est un peintre anonyme, actif de 1290 à 1320 environ, notamment à Pise et ses environs, où il occupe la première place entre la mort de Cimabue (1301) et l'arrivée de Simone Martini (1320),.
E. Sandberg-Vavalà est à l'origine de sa définition en 1937, le dénommant d'après la Vierge à l'Enfant de l'église San Torpè à Pise. 

## Présentation
Nombre d'historiens, estiment que le maître de San Torpè était présent sur le chantier d'Assise au côté de Cimabue, Luciano Bellosi allant jusqu'à lui attribuer un ange sur la paroi du fond du transept gauche de l'église supérieure  de la basilique Saint-François d'Assise. Ses œuvres de jeunesse sont en tout cas caractérisées par un fort expressionnisme, très proche de celui de Cimabue, comme par exemple dans le Christ bénissant d'Avignon.
Par la suite, même s'il se montre parfois attaché à la tradition du XIIIe siècle, ses œuvres ultérieures témoignent de l’assimilation de l'art de Duccio et de Giotto : ainsi l'Ange à fresque de San Michele in Borgo, « tout en étant influencé par Cimabue, présente déjà un clair-obscur structuré par une source de lumière provenant de la gauche ; la leçon de Cimabue n’aurait pas suffi pour arriver à ce résultat. »
Vers 1300, il exécute une imposante Vierge à l’Enfant à fresque pour le Duomo de Pise, travail qui ouvre sa période de maturité. Selon un article de Roberto Longhi publié en 1962 et largement repris depuis, il aurait alors tenu un rôle de premier plan à Pise, son atelier répondant à de multiples commandes (notamment la Vierge à l’Enfant éponyme de San Torpé, le polyptyque Cinquini...). Ce jugement explique en grande partie le nombre d'œuvres pisanes du début du XIVe siècle qui lui ont été, presque par défaut, attribuées, rendant au fil du temps son corpus fortement hétérogène. 
Les historiens d'art ont donc récemment entamé un travail de réévaluation, qui a eu pour premiers résultats d'écarter des pièces célèbres et attribués dès l'origine au Maître de San Torpè comme le polyptyque comprenant une Vierge au Chardonneret du Musée national San Matteo de Pise et le Saint Jean Évangéliste du musée Lindenau d'Altenbourg, polyptyque désormais attribué à Memmo di Filipuccio. Deux groupes d'œuvres ont finalement été distingués : le premier regroupe la Vierge à l'Enfant de la cathédrale de Pise, celle du séminaire de Pise, celle de l'église de Casciana Terme, ainsi que le Crucifix du Belvédère de Crespina. Le deuxième associe à la Vierge à l'Enfant éponyme, celles du musée San Matteo, de Campiglia Marittima (LI), de Morrona (PI), de Seattle, et enfin de Dijon.
En 1974, Enzo Carli a proposé d'identifier le Maître de San Torpè à Vani di Bindo (encore connu sous les noms de Vanni di Piastra ou Pistoïa), peintre et sculpteur pisan, documenté de 1303 à 1318, identification réitérée à plusieurs reprises par Mariagiulia Burresi et Antonino Caleca en 2003 et 2005 notamment. Linda Pisani n'exclut pas cette identification.
On lui attribue aussi des travaux d'enluminure comme les deux chorals (m. 190 ; m. 528) franciscains de la Bibliothèque de l'Université de Pise.

## Principales œuvres attribuées
Listées selon leur lieu de conservation
Assise

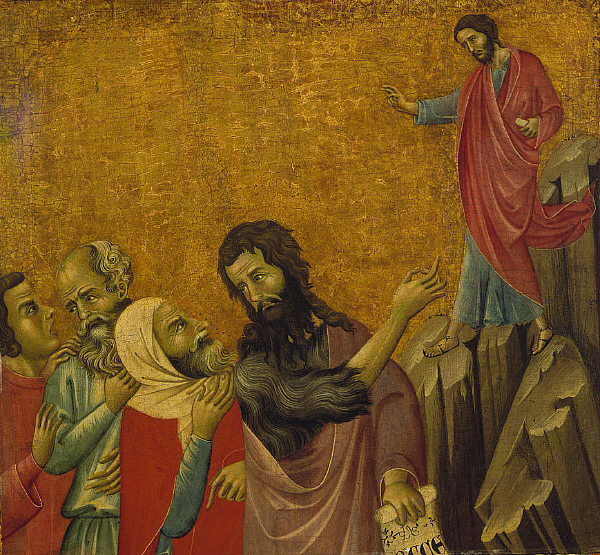
Saint Jean baptiste présentant le Christ aux prêtres juifs, or et tempera sur bois,, Saint-Louis, Art Museum (inv. 46:1941).

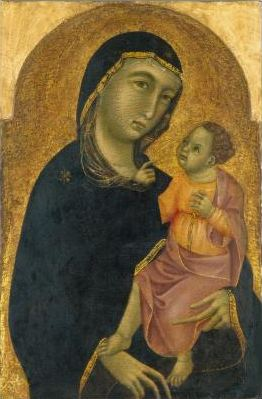
Vierge à l'Enfant (vers 1325), or et tempera sur bois,, Seattle, Art Museum, Samuel H. Kress collection (inv. 61.152 - K.309).

- Archange, fresque, Assise, église supérieure de la basilique, intrados, paroi du fond du transept gauche[13]

Avignon
- Christ bénissant, or et tempera sur bois, 28 × 35 cm, Avignon, musée du Petit Palais, (inv. Calvet 22813)[2]

Campiglia Marittima (LI)
- Maestà, Museo d’Arte Sacra di San Lorenzo a Campiglia[14]

Casciana Terme (PI)
- Vierge au chardonneret, Chiesa di santa Maria Assunta

Dijon
- Vierge à l'Enfant bénissant (vers 1310), or et tempera sur bois, 70 × 45 cm, Dijon, musée Magnin (inv. 1938 E480).

Livourne
- Sainte Julie et scènes de sa vie, Museo Terrini

Morrona, Terricciola (PI)
- Vierge à l'Enfant et deux anges, Badia di Morrona

Pise
- Maestà (vers 1300), à fresque, Pise, Duomo
- Crucifix du Belvedere di Crespina (vers 1315-20), Pise, musée national San Matteo
- Vierge à l'Enfant, Pise, musée national San Matteo
- Polyptyque Cinquini (vers 1320-25) aujourd'hui dispersé mais destiné à l'origine au Duomo de Pise[15] :
  - Vierge à l'Enfant, or et tempera sur bois, 60 × 38,3 cm, Florence, Offices (inv. 1890 n. 9920)
  - Saint Paul, or et tempera sur bois, 71 × 32 cm, Pise, musée national San Matteo
  - Saint Jean l’évangéliste, or et tempera sur bois, 70 × 35 cm, Pise, musée national San Matteo
  - Isaïe, Florence, coll. privée
- Archange, fresque, Pise, San Michele in Borgo, lunette intérieure du portail gauche[13]
- Vierge à l'Enfant éponyme (vers 1330), or et tempera sur bois, 77 × 52 cm, Pise, Chiesa di San Torpè[16]
- Vierge à l'Enfant, Pise, séminaire

Raleigh
- Panneau Raleigh, comprenant Homme de douleur, Vierge à l'Enfant, Saint François, Saint Dominique (vers 1310-15),  or et tempera sur bois, 48,3 × 37,5 cm, Raleigh, Rhode Island School of Design di Providence, Samuel H. Kress collection (inv. 60.17.3 - K.292)[11]

Saint Louis
- Saint Jean baptiste présentant le Christ aux prêtres juifs (vers 1310-1320), or et tempera sur bois, 61 × 66,4 cm, Saint Louis, Art Museum (inv. 46:1941)

Seattle
- Vierge à l'Enfant (vers 1325), or et tempera sur bois, 53,7 × 35,9 cm, Seattle, Art Museum, Samuel H. Kress collection (inv. 61.152 - K.309)

Treggiaia, Pontedèra (PI)
- Vierge à l'Enfant entre saint Laurent et saint Barthélemy, dite Madonna di Ripaia, Treggiaia, Oratorio della Madonna di Ripaia